# Puerta trasera
En la informática, una puerta trasera (en inglés: backdoor) es una secuencia especial o un término trasero dentro del código de programación, mediante la cual se pueden evitar los sistemas de seguridad del algoritmo (autenticación) para acceder al sistema.
Aunque estas puertas pueden ser utilizadas para fines maliciosos y espionaje no siempre son un error, ya que pueden haber sido diseñadas con la intención de tener una entrada secreta.
En Estados Unidos, una ley de 1994 llamada Communications Assistance for Law Enforcement Act obliga a los proveedores de Internet a proporcionar puertas traseras a las autoridades gubernamentales.  En 2024, el gobierno estadounidense se percató de que China había estado monitoreando las comunicaciones en los Estados Unidos utilizando dichas puertas traseras durante meses, o tal vez más tiempo.  Entre otros, China capturó llamadas de las oficinas de campaña electoral presidencial, e incluso de los candidatos mismos, y de personal de la vicepresidente en funciones del país.
Si bien inicialmente estaban dirigidos al dominio de la visión por computadora, los ataques de puerta trasera se han expandido para abarcar varios otros dominios, incluidos texto, audio, diseño asistido por computadora basado en ML y clasificación de señales inalámbricas basada en ML. Además, se han demostrado vulnerabilidades en las puertas traseras en modelos generativos profundos, aprendizaje por refuerzo (por ejemplo, AI GO) y modelos de gráficos profundos. Estos riesgos potenciales de amplio alcance han generado preocupación por parte de las agencias de seguridad nacionales con respecto a sus consecuencias potencialmente desastrosas.

## Puertas traseras más conocidas
Las más conocidas son Back Orifice y NetBus, dos de las primeras puertas traseras, que hasta nuestros días siguen vigentes aunque en menor cantidad dado que la mayoría de los programas antivirus los detectan. Otro muy conocido es el SubSeven, que también fue introducido en millones de ordenadores en el mundo.

### Otras herramientas
Netcat es una de las herramientas de hacking y administración de redes que puede ser empleada para abrir puertas traseras así como emplearla para protegerse de ellas. Originalmente desarrollada para sistemas Unix, en la actualidad también está disponible para Microsoft Windows.